# Malcolm Batten
Malcolm William Batten (* 12. März 1964) ist ein ehemaliger australischer Ruderer. 1986 war er Weltmeister mit dem australischen Achter.

## Sportliche Karriere
Der 1,85 m große Malcolm Batten gewann 1985 mit dem australischen Achter die Silbermedaille beim Match des Seniors, einem Vorläuferwettbewerb der U23-Weltmeisterschaften.
1986 gewann Malcolm Batten bei den Commonwealth Games 1986 in Edinburgh den Titel mit dem australischen Achter. Drei Wochen nach den Commonwealth Games wurden in Nottingham die Finalläufe der Weltmeisterschaften 1986 ausgetragen. Die australische Crew mit James Galloway, Malcolm Batten, Andrew Cooper, Mike McKay, Mark Doyle, James Tomkins, Ion Popa, Stephen Evans und Steuermann Dale Caterson siegte mit vier Sekunden Vorsprung vor den Achtern aus der Sowjetunion und aus den Vereinigten Staaten.
Im Jahr darauf ruderte der australische Achter bei den Weltmeisterschaften 1987 in Kopenhagen in der Besetzung Samuel Patten, Malcolm Batten, Hamish McGlashan, Mike McKay, Andrew Cooper, James Tomkins, Mark Doyle, Stephen Evans und Dale Caterson. Hinter den Booten aus den Vereinigten Staaten, Deutschland und Italien belegten die Australier den vierten Platz, nur 0,36 Sekunden hinter den Italienern.
Bei den Olympischen Spielen 1988 in Seoul bildeten Samuel Patten und Malcolm Batten einen Zweier ohne Steuermann. Nach einem vierten Platz im Vorlauf schieden die beiden als Vierte des Hoffnungslaufs aus.
1991 trat Batten bei den Weltmeisterschaften in Wien noch einmal im Achter an und belegte den zehnten Platz.